# Dret estatutari
En països amb sistema de dret anglosaxó, es coneix com a dret estatutari la font del dret constituïda pel conjunt de lleis aprovades pels cossos legislatius mitjançant un document formal (statute, en anglès), en oposició al dret comú (common law) constituït pels precedents formats per les decisions judicials i a les normes reglamentàries promulgades per l'executiu.
En països amb sistema de dret civil, el terme dret estatutari s'aplica al dret derivat dels estatuts que estableixen una organització administrativa i en particular a Espanya s'aplica al dret derivat dels estatuts d'autonomia.
Aquesta distinció del dret estatutari com a provinent d'un estatut (amb el significat que tingui estatut en cada sistema legal) davant les altres fonts del dret, també s'aplica als drets subjectius (o sigui, de les persones) que es deriven d'un estatut en contrast amb els drets subjectius que són reconeguts per altres fonts.
Així, a Espanya, són drets estatutaris dels ciutadans els drets subjectius reconeguts pels estatuts d'autonomia. Aquests drets estatutaris no poden ser aplicats de manera que suposin una reducció dels drets fonamentals reconeguts a la Constitució espanyola ni als convenis internacionals. A l'estatut de Catalunya del 2006 estan recollits als títol primer i se'n preveu la garantia pel Consell de Garanties Estatutàries i el Tribunal Superior de Justícia de Catalunya. A l'estatut de les Illes Balears de 2007 es recullen als articles 13 a 28, i l'estatut de la Comunitat Valenciana de 2006 es recullen alguns drets estatutaris però de forma dispersa.